# Bombylius minor
Bombylius minor är en tvåvingeart som beskrevs av Carl von Linné 1758. Bombylius minor ingår i släktet Bombylius och familjen svävflugor. Arten är reproducerande i Sverige. Inga underarter finns listade i Catalogue of Life.